# Strängskinn
Strängskinn (Lindtneria chordulata) är en svampart som först beskrevs av Donald Philip Rogers, och fick sitt nu gällande namn av Hjortstam 1987. Enligt Catalogue of Life ingår Strängskinn i släktet Lindtneria,  och familjen Stephanosporaceae, men enligt Dyntaxa är tillhörigheten istället släktet Lindtneria,  och familjen Corticiaceae. Arten är reproducerande i Sverige. Inga underarter finns listade i Catalogue of Life.